# 대나무꽃
대나무 꽃은 최소 60년 최대 120년까지 기다려야 한다. 대나무의 수명에 따라서 자라는 시간이 다르다.